# ملعب لات ديور
ملعب لات ديور هو ملعب رياضي سنغالي متعدد الأغراض، يقع في مدينة تييس [الفرنسية]. يحمل اسم لات ديور [الفرنسية]، سيدة سابقة وشخصية عظيمة في المقاومة ضد الاختراق الاستعماري الفرنسي.
وفي 23 مارس 2019، استضاف مباراة منتخب السنغال لكرة القدم لأول مرة، ضد مدغشقر في مباراة التصفيات المؤهلة لكأس الأمم الأفريقية 2019.
كما استضاف الملعب مباريات المنتخبات الوطنية المحلية وأقسام الشباب. في أكتوبر 2019، استضاف الملعب مسابقة شبه إقليمية لأول مرة، في هذه الحالة كأس اتحاد غرب إفريقيا لكرة القدم.
يُعد الملعب أحد الملاعب السنغالية النادرة ذات العشب الطبيعي، بينما تم تجهيز الملاعب الإقليمية الأخرى بالعشب الصناعي.
يتسع لـ 15 000 مقعد مما يجعله الملعب الثالث في السنغال في عام 2019 من حيث السعة، خلف ملعب ليوبولد-سيدار-سينغور وملعب ديمبا-ديوب.